# Faqih
Faqih (arabiska: فقيه), plural fuqaha, är en muslimsk rättslärd inom fiqh, islamisk rätt.